# Teuchophorus utahensis
Teuchophorus utahensis är en tvåvingeart som beskrevs av Harmston och Frank Hall Knowlton 1942. Teuchophorus utahensis ingår i släktet Teuchophorus och familjen styltflugor.
Artens utbredningsområde är Utah. Inga underarter finns listade i Catalogue of Life.